# YY Leporis
Désignations
YY Leporis, abrégé en YY Lep, également nommée HD 41933 ou HR 2166, est une géante rouge ainsi qu'une étoile variable à longue période de la constellation du Lièvre. Sa magnitude apparente varie autour de 5,74 et elle est assez lumineuse pour être vue à l’œil nu. Selon la mesure annuelle de sa parallaxe par le satellite Gaia, l'étoile se situe à environ 292 pc (∼952 al) de la Terre.

## Propriétés physiques
YY Leporis est une géante rouge évoluée de type spectral M3II/III, actuellement située sur la branche asymptotique des géantes (AGB). Sa magnitude absolue est de -2,13. C'est une probable étoile variable semi-régulière de type SRb, dont la magnitude a été observée varier entre 5,60 et 5,82 dans la photométrie du satellite Hipparcos. Quatre périodes de pulsation ont été détectées :
| Période (jours)  | 38,8  | 41,6  | 56,9  | 80,6  |
| Amplitude (mag.) | 0,049 | 0,045 | 0,063 | 0,045 |